# Carmen Barbosa
Carmen Barbosa (Rio de Janeiro, 4 de setembro de 1912 - Rio de Janeiro, 3 de setembro de 1942) foi um cantora de música popular brasileira, falecida prematuramente um dia antes de completar trinta anos de idade.

## Biografia
Nasceu no Catumbi, tinha seis irmãs.
Incentivada pelo amigo Benedito Lacerda fez suas gravações de sucesso, apesar de avessa a publicidade. Fez sucesso nacional em uma de suas primeiras gravações chamada "Quando Lembrares Deste Amor", lançada em 1936.
Tinha a saúde frágil em razão de diabetes que a levou em 1942 a amputar uma das pernas e, finalmente, ao óbito.

## Discografia
Gravou apenas discos em 78 rotações (com uma música em cada lado), a maioria pelo selo Columbia. Seus discos foram:
- "Vejo o sol no horizonte / Quando lembrares deste amor" (Columbia, 1936)
- "Por você fiz o que pude / Você é bamba" (Columbia, 1936)
- "Liberdade / Meu coração em leilão" (Victor, 1937)
- "Carnaval que passou / Sucursal do céu" (Victor, 1937)
- "Palmeira triste / No picadeiro da vida" (Victor, 1937)
- "História triste / Quero sorrir...quero mentir" (Victor, 1938)
- "Se eu lhe roubar um beijo / No fim do nosso amor" (Odeon, 1938)
- "Quem é que não chora" (Odeon, 1938)
- ”Quando a Violeta se casou / Dança do bole-bole” (Columbia, 1939)
- ”Teus olhos / Depois que ele partiu” (Columbia, 1939)
- ”Banalidade / Uma mulher e dois amigos” (Columbia, 1939)
- ”Adeus favela / Maior prazer” (Columbia, 1939)
- ”Saudade da Bahia / Loteria do amor” (Columbia, 1940)
- ”Sonho de carnaval / Parece mentira” (Columbia, 1940)